# Долина (Томашівський повіт)
Долина (пол. Dolina) — частина села Юстинівка у Польщі, в Люблінському воєводстві Томашівського повіту, ґміни Томашів.

## Історія
Первісним населенням Долини були русини-лемки, які компактно проживали на своїх історичних землях. 